# Vom Barette schwankt die Feder
Vom Barette schwankt die Feder ist ein Lied, das besonders in der deutschen Jugendbewegung gesungen wurde. Es ist thematisch als Landsknechtslied gestaltet, hat jedoch keinen historischen Hintergrund aus dieser Zeit. 
Die ersten drei Strophen des Lieds stammen verändert aus einem 1854 von Heinrich von Reder veröffentlichten Gedicht, die vierte und fünfte Strophe wurden um 1930 zugedichtet. Die bekannteste Melodie stammt von Heinz Thum und wurde 1914 veröffentlicht; verbreitet ist eine zersungene, das heißt abgewandelte, Variante der ursprünglichen Fassung. Neben der Thumschen Vertonung existieren weitere Fassungen von Egon Kornauth (Sechs Lieder für hohe Singstimme und Klavier, op. 1, 1911) und Julius Weismann (Drei Lieder für eine Singstimme mit Pianoforte, no. 3, 1899).
Der amerikanische Soziologe Howard P. Becker nutzte 1949 die erste Zeile als Titel seiner kritischen Geschichte der deutschen Jugendbewegung.